# Binární planetka

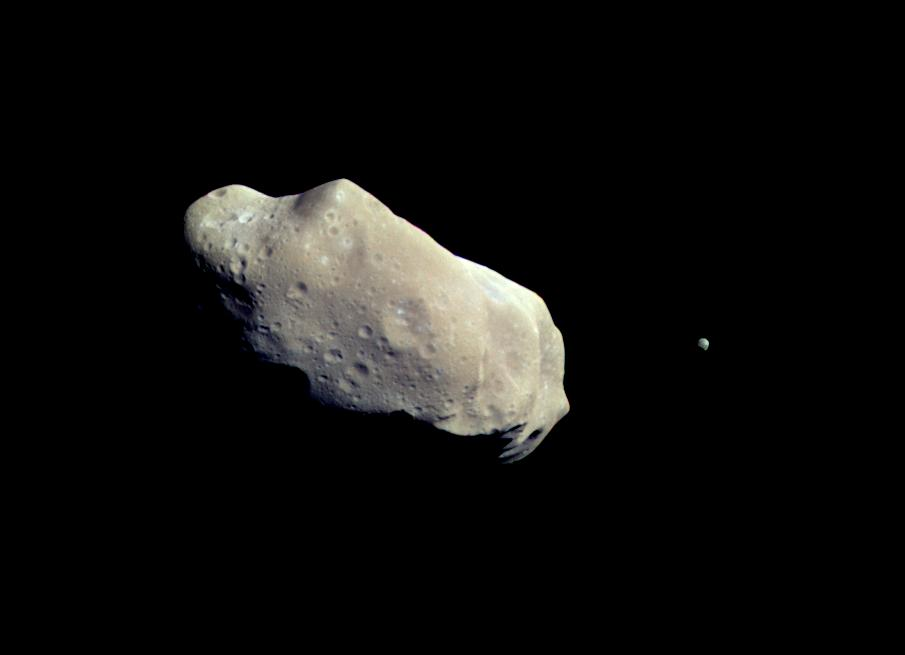
Planetka (243) Ida se svým měsíčkem Dactylem

Binární planetky jsou obecně soustavou dvou planetek, letících spolu po oběžné dráze kolem Slunce a přitom obíhajících kolem společného těžiště.
V případě, že jsou tyto planetky přibližně stejně velké, pak se těžiště soustavy nachází v prostoru mezi nimi. Pokud je však jedna z planetek příliš malá, leží těžiště uvnitř většího objektu a menší planetka pak obíhá kolem větší. V takovém případě se vlastně jedná o planetku se satelitem.

## Vznik
Zachycení jiné planetky při těsném průletu není prakticky možné, protože dle zákona o zachování energie se pro zachycení satelitu musí uplatnit slapové brzdění, při kterém se část kinetické energie tělesa přemění na teplo vlivem deformace tělesa působením slapových sil. Princip zachycení se uplatňuje u velkých těles – planet, u planetek s malou gravitací je tento jev zanedbatelný.
Binární planetky tedy vznikají pouze rozpadem původní planetky. K rozštěpení může dojít působením slapových sil při průletu planetky okolo velkého tělesa. Podle jiné teorie může k rozpadu dojít i jejím prudkým roztočením (které může nastat nesouměrným vyzařováním tepla).

## Ida a Dactyl
První objevenou binární planetkou byla planetka (243) Ida. Dne 28. srpna 1993 prolétla sonda Galileo na své cestě k Jupiteru kolem této planetky a pořídila její snímky. Při vyhodnocování snímků byl objeven měsíček planetky, který dostal předběžné označení 1993 (243) 1 
a později definitivní označení (243) Ida I a jméno Dactyl.

## Některé známé binární planetky
- (243) Ida
- (45) Eugenia
- (762) Pulcova
- (90) Antiope
- (107) Camilla
- (22) Kalliope
- (617) Patroclus
- (65803) Didymos
- (152830) Dinkinesh

K lednu 2022 bylo zaregistrováno celkem 457 případů potvrzených nebo předpokládaných vícenásobných planetek, z nichž bylo 14 planetek trojnásobných (se dvěma satelity) a jedna planetka čtyřnásobná:  (130) Elektra.
V seznamech katalogizovaných planetek jsou binární planetky označeny kódem BIN.